# Saint-Martin-de-Laye
Saint-Martin-de-Laye är en kommun i departementet Gironde i regionen Nouvelle-Aquitaine i sydvästra Frankrike. Kommunen ligger i kantonen Guîtres som tillhör arrondissementet Libourne. År 2022 hade Saint-Martin-de-Laye 546 invånare.

## Befolkningsutveckling
Antalet invånare i kommunen Saint-Martin-de-Laye
Referens:INSEE